# Bianco Natale (film)
Bianco Natale (White Christmas) è un film del 1954 diretto da Michael Curtiz, che ha lanciato il VistaVision, procedimento panoramico sviluppato dalla Paramount Pictures come replica al CinemaScope della 20th Century-Fox.
Le scene danzate e i numeri musicali sono diretti da Robert Alton.

## Trama
Due amici, ex soldati, conoscono due sorelle e decidono di unirsi per fare degli spettacoli natalizi. Un giorno decidono di andare in vacanza per sciare sulla neve, ma la neve non arriva.
Finiscono nell'albergo Columbia, il cui proprietario è l'ex generale dei due amici, ed egli confida loro che, a causa del tempo, sta fallendo. Così la compagnia organizza degli spettacolini natalizi per aiutare l'amico.

## Produzione
Il film fu prodotto dalla Paramount Pictures.

## Distribuzione
Distribuito dalla Paramount Pictures, il film uscì nelle sale cinematografiche USA il 14 ottobre 1954.